# NGC 3149
NGC 3149 este o galaxie spirală situată în constelația Cameleonul. A fost descoperită în 24 februarie 1835 de către John Herschel.